# Belauri
Belauri (Nepali बेलौरी Belauri) ist eine Stadt (Munizipalität) im westlichen Terai Nepals im Distrikt Kanchanpur. 
Die Stadt entstand 2014 durch Zusammenlegung der Village Development Committees (VDCs) Laxmipur, Rampur Bilaspur und Sripur. 
Das Stadtgebiet umfasst 123,4 km².

## Einwohner
Bei der Volkszählung 2011 hatten die VDCs, aus welchen die Stadt Belauri entstand, 53.544 Einwohner (davon 25.457 männlich) in 8657 Haushalten.